# PGO Big Max

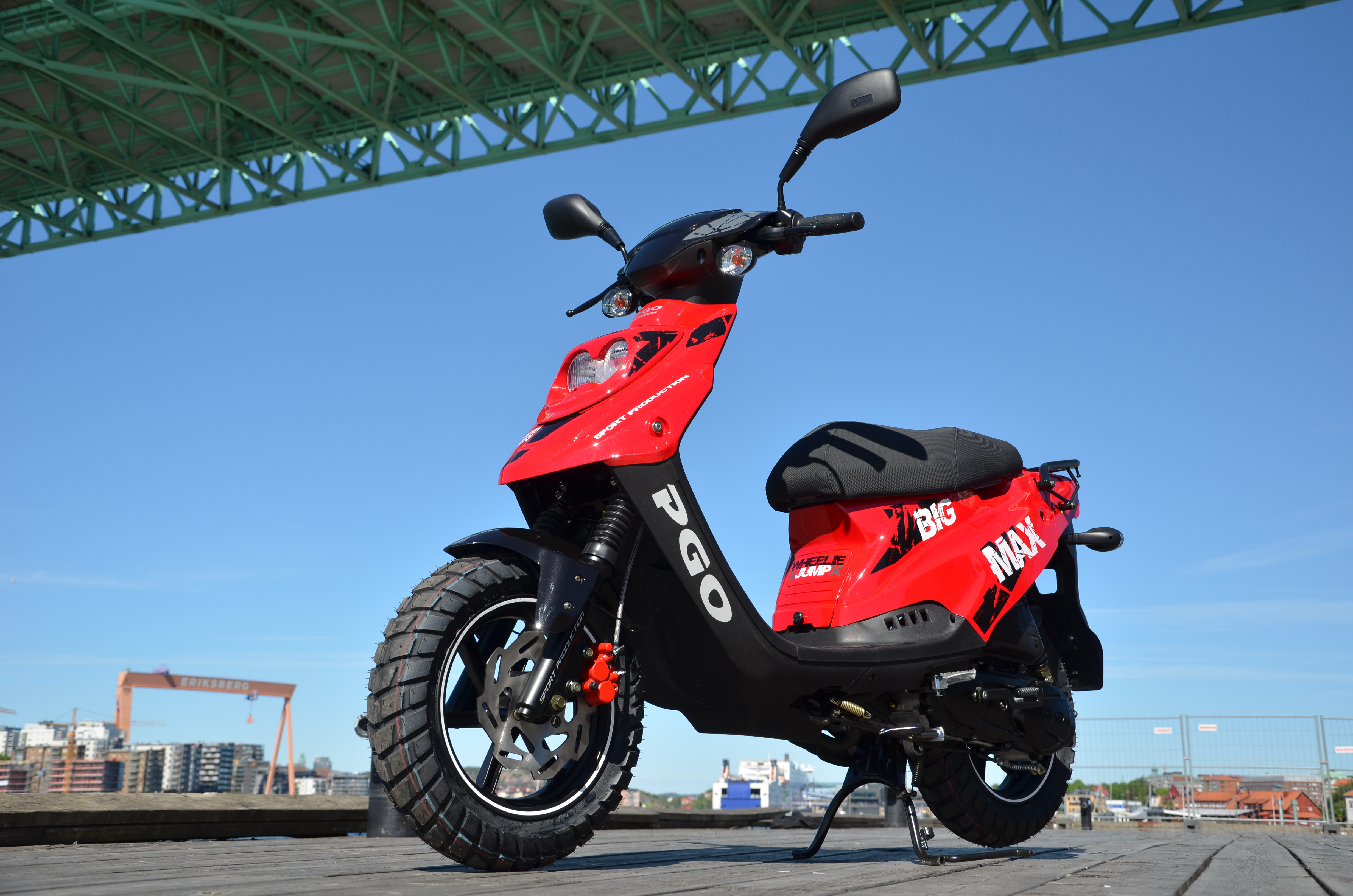
Big Max 50 (Modelljahr 2017)

Beim PGO Big Max handelt es sich um ein Motorroller-Modell der taiwanischen Marke PGO Scooters (chinesisch 摩特動力). Der Big Max zählt neben dem PGO Star und dem PGO T-Rex zu den erfolgreichen Modellen der Marke.

## Modellgeschichte

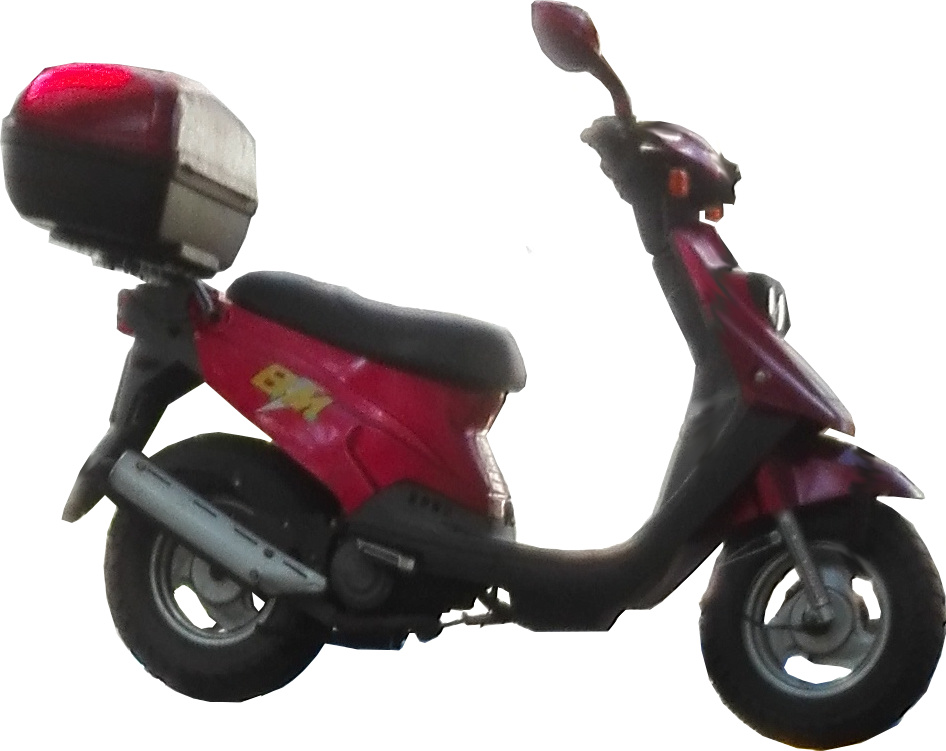
Big Max 50 (Modelljahr 1997)

Der erste Big Max erschien 1997 auf dem Markt und war neben dem MBK Booster, dem baugleichen Yamaha BWS und dem Piaggio TPH einer der ersten serienmäßigen Offroad-Rollern mit dicken Stollenreifen. Zunächst wurde das Modell in den Hubraumvarianten 49 cm³ und 82 cm³ als Zweitakter hergestellt. Die Auslieferung des 82 cm³-Modell wurde ab 1999 wieder eingestellt. Die 50 cm³-Variante gibt es auch als einsitzigen, gedrosselten Mofa-Roller. Nachdem am 1. Januar 2002 im Rahmen der Europäisierung die Vorschriftenänderung in Kraft trat, die die Höchstgeschwindigkeit der Kleinkrafträder von 50 km/h auf 45 km/h reduzierte, wurde das Kleinrollermodell ebenfalls mit gedrosseltem Motor angeboten. Lieferbar war die erste Modellreihe in den Farben Rotmetallic, Schwarz und Blaumetallic, die 49 cm³-Modelle auch in Violettmetallic und Gelb.
Im Rahmen der Modellpflege inklusive eines Facelifts und verändertem Schriftzug wurden ab 2003 im Big Max 50 Bremsen und Fahrwerk durch bessere Komponenten mit kräftigerer Gabel und neuen Federbeinen verbaut. Das aktuelle BigMax 50-Modell erfüllt die Euro 2-Norm.

## Technische Daten
(Daten gelten für den europäischen Markt)

Aufkleber auf der Wartungsklappe (Logos unkenntlich gemacht)

|                               | Big Max 25                                                     | Big Max 25                                                     | Big Max 50                                                     | Big Max 50                                                     | Big Max 90                                                     |
| ----------------------------- | -------------------------------------------------------------- | -------------------------------------------------------------- | -------------------------------------------------------------- | -------------------------------------------------------------- | -------------------------------------------------------------- |
| Baujahre                      | 1997–2001                                                      | seit 2002                                                      | 1997–2001                                                      | seit 2002                                                      | 1997–1999                                                      |
| Sitzplätze                    | 1                                                              | 1                                                              | 2                                                              | 2                                                              | 2                                                              |
| Motorbauart                   | gebläsegekühlter Einzylinder-Zweitaktmotor (Minarelli-Nachbau) | gebläsegekühlter Einzylinder-Zweitaktmotor (Minarelli-Nachbau) | gebläsegekühlter Einzylinder-Zweitaktmotor (Minarelli-Nachbau) | gebläsegekühlter Einzylinder-Zweitaktmotor (Minarelli-Nachbau) | gebläsegekühlter Einzylinder-Zweitaktmotor (Minarelli-Nachbau) |
| Schmierung                    | Frischölschmierung mit Ölpumpe                                 | Frischölschmierung mit Ölpumpe                                 | Frischölschmierung mit Ölpumpe                                 | Frischölschmierung mit Ölpumpe                                 | Frischölschmierung mit Ölpumpe                                 |
| Hubraum                       | 49 cm³                                                         | 49 cm³                                                         | 49 cm³                                                         | 49 cm³                                                         | 82 cm³                                                         |
| Bohrung in mm                 | 40                                                             | 40                                                             |                                                                |                                                                | 50                                                             |
| Hub in mm                     | 39,2                                                           | 39,2                                                           |                                                                |                                                                | 42                                                             |
| Verdichtung                   | 6,8:1                                                          | 6,8:1                                                          |                                                                |                                                                | 6,8:1                                                          |
| max. Leistung in kW bei 1/min | 2,9 (4800)                                                     | 3,2 (6500)                                                     |                                                                | 2,1 (6900)                                                     | 5 (7000)                                                       |
| Zündung                       | CDI                                                            | CDI                                                            | CDI                                                            | CDI                                                            | CDI                                                            |
| Getriebeart                   | stufenloses automatisches Keilriemengetriebe                   | stufenloses automatisches Keilriemengetriebe                   | stufenloses automatisches Keilriemengetriebe                   | stufenloses automatisches Keilriemengetriebe                   | stufenloses automatisches Keilriemengetriebe                   |
| Höchstgeschwindigkeit in km/h | 25                                                             | 25                                                             | 50                                                             | 45                                                             | 85 (gedrosselt 80)                                             |
| Tankinhalt in l               | Benzintank: 5,5 / Öltank: 1,4                                  | Benzintank: 5,5 / Öltank: 1,4                                  | Benzintank: 6 / Öltank: k. A.                                  | Benzintank: 6 / Öltank: k. A.                                  | Benzintank: 5,5 / Öltank: 1,4                                  |
| Trockengewicht in kg          | 84                                                             | 84                                                             | 85                                                             | 85                                                             | 85                                                             |
| Bremsen                       | vorne Scheiben- und hinten Trommelbremsen                      | vorne Scheiben- und hinten Trommelbremsen                      | vorne Scheiben- und hinten Trommelbremsen                      | vorne Scheiben- und hinten Trommelbremsen                      | vorne Scheiben- und hinten Trommelbremsen                      |
| Bereifung                     | v.: 120/90-10 h.: 130/90-10                                    | v.: 120/90-10 h.: 130/90-10                                    | v.: 120/90-10 bzw. 120/70-12 h.: 130/90-10 bzw. 130/70-12      | v.: 120/90-10 bzw. 120/70-12 h.: 130/90-10 bzw. 130/70-12      | v.: 120/70-12 h.: 130/70-12                                    |
| Maße in mm(L × B × H)         |                                                                |                                                                | 1785 × 705 × 1104                                              | 1785 × 705 × 1104                                              |                                                                |
| Anlasser                      | Kick- und Elektrostarter                                       | Kick- und Elektrostarter                                       | Kick- und Elektrostarter                                       | Kick- und Elektrostarter                                       | Kick- und Elektrostarter                                       |

## Auszeichnungen
- The Symbol of Excellence, Wirtschaftsministerium Taiwan[4]
- The Taiwan Design Award[4]